# Гимназија Матије Антуна Рељковића
Гимназија Матије Антуна Рељковића је гимназија у Винковцима из 18. вијека, која је и данас активна.

## Историја
Основана је 1766. у Петроварадину, а 1799. премјештена је у Винковце и постаје потпуна гимназија. То је једина војнокрајишка гимназија и одиграла је важну улогу у образовању бројних знаних Винковчана као што су Јосиф Руњанин, Стојан Димитријевић, Андрија Штампар, Вања Радауш и други. Поред Винковчана, ученици су били и невинковчани, као Србин католик Андрија Торкват Брлић (од 1837. до 1841., завршио је прва 4 разреда као најбољи ученик у генерацији, а затим наставља вишу гимназију у Загребу), Мато Топаловић, Иван Филиповић, Андрија Шумановац и други.
Један од угледнијих професора и касније директор  ове просвјетне установе, Франц Ваничек, је записао да је разлог оснивања гимназије био да привуче Србе на установу, како би их се што више придобило за наклоност Аустрији.
У школској години 1857./58. од 168 ученика, било је 80 православних Срба, 45 католика српског језика (накнадно називани Хрвати), 32 Нијемаца, 5 Пољака, 3 Чеха, 2 Мађара и 1 Румун. Од тих 168 ученика, 84 је било православних, а 84 католика.
Франц Ваничек је у свом животопису, за годину 1858., записао да се у ову гимназију увукла агитација за кроатизам која је велику потпору имала у Ђакову од Штросмајера, хрватског бискупа њемачког поријекла. О ранијем одсуству хрватске свијести у Винковцима је писао и хрватски етнолог ромског  поријекла, Антун Радић. У Дому од 10.11.1904. наводи текст у којем је наведено да је неко нпр. у Винковце дошао још прије 20 година и да је рекао да је Хрват и да су ти људи Хрвати, био би сретан ако би му се сав свијет смијао, јер би лако добио и батине. То су били Раци и Шокци, а Хрватама није било ни трага. Али већ тада су господа по Славонији, а било је већ и таквих сељака, говорили да су Хрвати. У тексту се констатује да је од те несвјесне масе, Странка права Анте Старчевића, створила Хрвате.
Ваничекова жеља је била да ученици уче словенски језик у оба писма и сматрао је да се једнако односио према Србима и Хрватима. Оптуживан је од новохрвата да је германизатор, а било је и злонамјерних клевета да је пијанац. Његов став није био против народног језика у школи, али је био против тога да Винковачка гимназија постане мјесто јужнословенске агитације. Предстојнику Војникрајишког одјела у Бечу, приликом свог залагања 1850. за унапређење Винковачке гимназије у велику гимназију, је обећао да то неће дозволити. Премјештен је у Сењ залагањем Штросмајера. Сукоб са професорима наклоњених Штросмајеру је избио поводом прославе Шилера 1860., јер су ти професори ту прославу бојкотовали. Сукоб се проширио и на ученике и тај дан је остао без свечаности, тек уз рецитовање Шилерових дјела. Том приликом је гимназију посјетио и Штросмајер, који је незаконито увео наставу вјеронаука на илирским, народним језику. Ваничек је убрзо премјештен у Сењ, због интригирања Штросмајерове клике. Био је омиљен међу ученицима, посебно међу онима српске националности, који су били спријечени да се поздраве с њим. Винковчанима је замјерио незахвалност и дистанцираност према њему, јер је он заслужан да је гимназија унапређена у велику гимназију.  Након службе у Сењу и Раковцу код Карловца, Ваничек се враћа у Винковце 1864. и у гимназији постаје префект, а од 1866. директор. Предавао је латински, њемачки и психологију.
Од 1966. гимназија носи назив по Србину католику Антуну Матији Рељковићу, који је умро у Винковцима и који је у свом дјелу Сатир илити дивљи човик из 1762. записао да су стари Славонци српски читали и писали.